# Trichosteleum papillosum
Trichosteleum papillosum là một loài Rêu trong họ Sematophyllaceae. Loài này được (Hornsch.) A. Jaeger miêu tả khoa học đầu tiên năm 1878.